# Rio Sonderend
Rio Sonderend (em africâner: Riviersonderend)[a] é um rio da África do Sul.